# Aniello Califano
Aniello Califano (Sorrento, 19 gennaio 1870 – Sant'Egidio del Monte Albino, 20 febbraio 1919) è stato un poeta e paroliere italiano.
Fu autore di molte canzoni napoletane, come 'O surdato 'nnammurato, musicate da diversi musicisti napoletani. Le sue canzoni, ancora oggi, sono cantate da svariati cantanti napoletani e stranieri e fanno parte del loro repertorio.

## Biografia
Aniello Michele Califano nacque a Sorrento il 19 gennaio 1870 da Alfonso Califano, importante proprietario terriero di Sant'Egidio del Monte Albino e dalla nobile sorrentina Rosa Rispoli, imparentata con la famiglia Fiorentino e comproprietaria del grande albergo Rispoli, dove nascerà il prestigioso Grand Hotel Vittoria. Visse la sua infanzia nella villa paterna di Sant'Egidio fino all'età di 18 anni.
Iscritto all'istituto tecnico per geometri a Napoli, inizia a scrivere i primi versi in lingua napoletana. A scuola primeggia in italiano e storia e appena si imbatte nelle prime poesie pubblicate da Ferdinando Russo, che ha soltanto quattro anni più di lui, ne rimane conquistato. Per il periodo di studio a Napoli, il padre gli affitta un piccolo appartamento in un palazzo di piazza Carità. A Napoli frequenta soprattutto luoghi di piacere e in uno di questi incontra Ferdinando Russo, con il quale concorda un appuntamento per chiedergli consigli su alcuni scritti; Russo ne rimane colpito. Aniello portò all'attenzione del poeta "A surrentina" e "Primma sbrasata". Nella bottega del Santojanni incontra Rocco Pagliare e Salvatore Di Giacomo, Alfonso Fiordelisi, Vincenzo Migliaro e Arturo Colautti. Nel 1894 Salvatore Gambardella musicò la poesia "O surdatiello", canzone che lo stesso Gambardella portò a Ferdinando Bideri, un editore del periodico "Tavola Rotonda". Nel 1895, dopo aver offerto la prima lettura a Gambardella e a Di Capua, comincia a sottoporre a vari musicisti i suoi scritti. Sempre nel 1895 pubblica "Girulà", edita da Peppino Santojanni. Ad aprile dello stesso anno pubblica "Surriento 'nfesta - Inno da cantarsi con accompagnamento di chitarra e mandolini la sera del 25 aprile 1895 intorno alla statua di Torquato Tasso a Sorrento".
Ritorna a Sorrento e Sant'Egidio del Monte Albino, dove la famiglia si stabilisce. Qui conosce la dama di compagnia della mamma, la paganese Stella Pepe, già due volte vedova, dalla quale avrà quattro figli. Nel 1902 inizia il sodalizio con Enrico Cannio, con la canzone "Carmela mia". Nel 1911 pubblica "Ninì Tirabusciò" musicata da Gambardella: sono versi dedicati ad una sciantosa eccentrica che finge di parlare francese. Il 24 maggio del 1915 il generale Cadorna firma il bollettino di guerra numero 1. L'ottava delle undici canzoni pubblicate da Califano in quell'anno si intitola "'O Surdato ‘nnammurato". Aniello da quell'anno decide di fermarsi stabilmente nella sua villa paterna di Sant'Egidio del Monte Albino dove spesso lo raggiungono amici poeti e musicisti. In un locale al piano terra di Villa Califano ha allestito una sorta di piccolo "conservatorio", dove sembra sia stata scritta la celebre canzone; a Cannio consegna i versi di "'O Surdato 'nnammurato". Dopo meno di un anno, pubblica "Tiempe belle" con musica di Vincenzo Valente. Scrisse molte poesie rimaste inedite, tra cui una dedicata al generale Armando Diaz dal titolo "'O paisano nuosto". Nel 1919 si reca a Roma per offrire al presidente Wilson una raccolta di versi.

### Morte
Al suo ritorno a Sant'Egidio si sparse la voce che era stato contagiato dal vaiolo. L'agonia dura quasi due giorni. In un momento di lucidità riconosce il parroco della vicina Parrocchia di San Lorenzo Martire. Pensa all'estrema unzione, ma il sacerdote era stato chiamato dalla madre Rosa Rispoli per convincere Califano a riconoscere i figli avuti da Stella Pepe; in punto di morte acconsente. Ancora oggi gli eredi di Califano viventi a Sant'Egidio del Monte Albino hanno il doppio cognome: Pepe Califano. 
Nella città appena saputa la notizia che il poeta stava morendo di vaiolo, una piccola folla invade lo spiazzo antistante Villa Califano in Via Crocevia, oggi Via Aniello Califano, per chiedere che, una volta incenerita la salma, venga dato fuoco a tutti gli indumenti del poeta, dalla biancheria al letto, al comò e ai divani. Morì il 20 febbraio 1919. Alle onoranze funebri provvide un fedele mezzadro di famiglia. La bara viene trasportata nel cimitero locale su un carro agricolo che, dopo la funzione, doveva essere bruciato pubblicamente. I resti mortali del poeta furono trasferiti l'11 novembre 1923 a Sorrento, per iniziativa di Silvio Salvatore Gargiulo (Saltovar).
Ad oggi molti degli scritti di Califano, nonché studi sulla vita del poeta, sono condotti a Sant'Egidio del Monte Albino, dove è custodito, presso il Polo di ricerca, istituito dalla Pro Loco dal 2016 su impluso del presidente Salvatore Ferraioli, un archivio digitale di documenti e lettere del poeta che viene commemorato ogni 20 febbraio. Tutto il materiale, attualmente custodito dalla Pro Loco, sarà poi esposto nel museo che sorgerà in frazione San Lorenzo. Il 10 Aprile 2024, al Teatro Trianon di Napoli è stata presentata la Fondazione Aniello Califano.

## Canzoni
- Chiarastella - Musica di Alberto De Cristofaro - 1892
- Ammore bbello - Musica di Francesco Paolo Frontini - 1898
- 'E rragazze - Musica di Eduardo Di Capua e Salvatore Gambardella - 1904
- Serenata a Surriento - Musica di Salvatore Gambardella - 1907
- Ninì Tirabusciò - Musica di Salvatore Gambardella - 1911
- Miette 'na mana cca'! - Musica di Rodolfo Falvo - 1912
- 'O mare 'e Mergellina - Musica di Rodolfo Falvo - 1914
- 'O surdato 'nnammurato - Musica di Enrico Cannio - 1915
- Tiempe belle - Musica di Vincenzo Valente - 1916